# Dallon
Dallon település Franciaországban, Aisne megyében. Lakosainak száma 431 fő (2022. január 1.). Dallon Castres, Fontaine-lès-Clercs, Francilly-Selency, Grugies, Saint-Quentin és Savy községekkel határos.

## Népesség
A település népességének változása:
| Lakosok száma | 300  | 369  | 395  | 381  | 423  | 437  | 436  | 437  | 437  | 431  |
|               | 1968 | 1982 | 1990 | 2006 | 2013 | 2015 | 2017 | 2019 | 2020 | 2022 |